# Hans Hellmut Kirst
Pour les articles homonymes, voir Kirst.
Hans Hellmut Kirst, né le 5 décembre 1914 à Osterode et mort le 23 février 1989 à Brême, est un journaliste et écrivain allemand. 

## Biographie
Hans Hellmut Kirst est le fils d’un agent de police. Du fait des mutations diverses de son père, il passe sa jeunesse dans différentes villes de Prusse-Orientale. À la fin de sa scolarité au lycée Kaiser-Wilhelm d'Ostróda, il intègre l’école supérieure de commerce en 1931. En 1932, il travaille au service de comptabilité de la ferme de la famille noble (’’Rittergut’’) Mühlen. Conformément à la volonté de son père, il devient militaire de carrière en 1933 dans la Reichswehr : il est affecté au régiment de défense antiaérienne (Flakregiment 1) de la Wehrmacht près de Königsberg. Il obtient en quelques années les grades d’adjudant et d’adjudant-chef. 
Au cours de la Seconde Guerre mondiale, Kirst devient d’abord sous-lieutenant puis lieutenant et de 1944 à 1945 « officier instructeur national-socialiste » (Nationalsozialistischer Führungsoffizier, NSFO) et enseigne l’histoire de la guerre à l’école de la Flak d'Altenstadt en Haute-Bavière. Le futur ministre de la Défense allemand (et chef du parti majoritaire conservateur en Bavière) Franz Josef Strauss, prédécesseur de Kirst à Altenstadt, le dénonce auprès des troupes américaines en 1945 comme nazi. Kirst passe alors neuf mois dans un camp d’internement américain à Garmisch. C’est là qu’il fait ses premiers essais littéraires. Il en sort lavé de tout soupçon mais Strauss, alors président de chambre au tribunal, le condamne à deux ans d’interdiction de publication. De cette époque date la lutte exacerbée entre les deux hommes, qui s'étendra durant une longue période. 
En 1947, Kirst rejoint Munich et vit tout d’abord de menus travaux — jardinier, cantonnier, dramaturge, préposé aux écritures de la municipalité — avant de devenir critique littéraire au journal Münchner Mittag. Il publie son premier roman Wir nannten ihn Galgenstrick (soit, en traduction littérale « On l’appelait Corde-de-pendu ») en 1950. Il connaît la célébrité en 1954 avec sa trilogie 08/15 qui relate de manière très critique la vie de caserne, la guerre puis le retour à la vie civile. Kirst est l’auteur en tout d’environ soixante romans, dont des romans policiers. Il se trouve de la sorte au centre de la discussion concernant le passé nazi de l’Allemagne, car ses détracteurs lui reprochent de n’écrire que des histoires sans grande valeur littéraire. Au cours des années 1950, il s’engage très énergiquement contre la remilitarisation de l’Allemagne, ce qui lui attire à nouveau les foudres de Strauss, alors ministre de la Défense. En 1960 et 1962, deux autres romans connaissent un succès international (La Fabrique des officiers et La Nuit des généraux) qui deviennent ensuite des longs métrages de cinéma.
Kirst utilise une bonne partie de ses honoraires au profit d’œuvres humanitaires, entre autres en Israël, pour les veuves de guerre en Pologne et pour les étudiants en Norvège. En 1961, il épouse l’actrice Ruth Müller et vit avec leur fille à Feldafing au bord du lac de Starnberg. Il crée en 1967, pour le 100e anniversaire du romancier et satirique bavarois Ludwig Thoma une médaille destinée à récompenser les mérites sociaux. À partir de 1969, il travaille aussi comme critique de cinéma pour la deuxième chaîne de télévision allemande (ZDF) à Mayence, dans une émission intitulée Ratschlag für Kinogänger en français : « Conseils pour vos soirées cinéma ». Kirst publie des critiques dans le quotidien munichois Abendzeitung de 1972 à 1975.
En 1987, très marqué par la maladie, Hans Hellmut Kirst s'installe à Werdum en Frise orientale. Il meurt d'insuffisance cardiaque le 23 février 1989 à Brême et il est inhumé à Werdum.

## Prix
- 1965, prix Edgar-Allan-Poe

## Œuvres
- Où est la justice, capitaine ?, 1952
- 08/15 : la révolte du caporal Asch, 1954 (a fait l'objet d'un film de Paul May); éditions J'ai lu, collection « Leur aventure » no A144/145
- 08/15 : les aventures de guerre de l'adjudant Asch, 1954); éditions J'ai lu, collection « Leur aventure » no A148/149
- 08/15 : le lieutenant Asch dans la débâcle, 1955); éditions J'ai lu, collection « Leur aventure » no A152/153
- Dieu dort en Mazurie, 1956
- Personne n'en sortira, 1958
- De ces mains que voici, 1959
- La Fabrique des Officiers, 1960
- Sorge, l'espion du siècle, 1960
- Kultura 5, 1960
- Le lieutenant est devenu fou, 1961
- Kameraden, 1962
- La Nuit des Généraux, 1962 qui a servi de base au scénario du film de même nom.
- 08/15 aujourd'hui, 1963
- La Révolte des soldats, 1965
- Terminus Camp 7, 1966
- Les Loups de Maulen, 1968
- Il n'y a plus de patrie, 1970
- Le Droit du plus fort, 1971
- La Horde noire, 1971
- Le Meurtre de la rue V, 1972
- Le Héros dans la tour, 1973
- Condamné à la vérité, 1975
- L'Affaire des généraux, 1979